# Acrocercops mendosa
Acrocercops mendosa är en fjärilsart som beskrevs av Edward Meyrick 1912. Acrocercops mendosa ingår i släktet Acrocercops och familjen styltmalar. Inga underarter finns listade i Catalogue of Life.